# Шинкалабухна
Шинкалабухна (дарг. ШинкьалабухӀна) — село в Левашинском районе Дагестана. Входит в состав сельского поселения Сельсовет Мекегинский.

## География
Расположено в 14 км к юго-востоку от районного центра села Леваши, на реке Капрах.

## Население
| 1895 | 1939 | 1970 | 1989 | 2002 | 2010 | 2021 |
| ---- | ---- | ---- | ---- | ---- | ---- | ---- |
| 105  | ↘100 | ↗184 | ↘163 | ↗318 | ↘36  | ↗297 |

## Этимология
Название состоит из двух даргинских слов: шинкьа — «мельница», бухIнала — «внутри находящийся», что в совокупности даёт «внутри мельницы находящийся». Видимо, первоначально отсёлок возник на территории мельницы.